# Robert Strating
Robert Strating (18 maart 1961 - Huizen, 11 april 2011) was een componist, arrangeur, producer en toetsenist. Hij is vooral bekend als componist (samen met Jean Louis Knapper) van de titelmuziek van de succesvolle televisieserie Medisch Centrum West.

## Levensloop
Robert Strating werd geboren op 18 maart 1961. Hij volgde het conservatorium en was vanaf 1980 actief als professioneel muzikant. Op 22 augustus 1983 was hij te zien in het televisieprogramma Nieuwe Oogst, een talentenshow van de AVRO, waar hij derde werd met het zelfgeschreven Janro. Van het nummer werd door Philips een single uitgebracht met op de B-kant het eveneens door hem gecomponeerde Novelle.
Met A.W. ('Tonny') Leroy, een neef van André Hazes, schreef hij het thema van Zoals u wenst, mevrouw, de muzikale comedy met Hazes in de hoofdrol die de VARA in het seizoen 1983-1984 uitzond.
Vanuit zijn studio in Hollandsche Rading schreef Strating meer herkenningsmelodieën voor televisieprogramma's, waaronder Medisch Centrum West (Maladie d'amour), Te land, ter zee en in de lucht en een herkenningstune van de TROS.
Robert Strating overleed op vijftigjarige leeftijd aan longkanker.

## Discografie

### Singles
| Single met eventuele hitnotering(en) in de Nederlandse Top 40 | Datum van verschijnen | Datum van binnenkomst | Hoogste positie | Aantal weken | Opmerkingen |
| ------------------------------------------------------------- | --------------------- | --------------------- | --------------- | ------------ | ----------- |
| Janro                                                         | 1983                  |                       |                 |              |             |
| Maladie D'Amour                                               | 1988                  | 9 april 1988          | 32              | 3            |             |
| Alouette                                                      | 1988                  |                       |                 |              |             |
| Paradise                                                      | 1989                  |                       |                 |              |             |
| Reverbera                                                     | 1990                  |                       |                 |              |             |
| Morisco                                                       | 1991                  |                       |                 |              |             |

### Albums
| Album met eventuele hitnotering(en) in de Nederlandse Album Top 100 | Datum van verschijnen | Datum van binnenkomst | Hoogste positie | Aantal weken | Opmerkingen |
| ------------------------------------------------------------------- | --------------------- | --------------------- | --------------- | ------------ | ----------- |
| Image                                                               | 1988                  |                       |                 |              |             |
| A Lovers Concerto                                                   | 1989                  |                       |                 |              |             |
| Several Feelings                                                    | 1990                  |                       |                 |              |             |